# HD 23281
HD 23281，又名BD-10 729，SAO 149132、HR 1139，是一颗恒星，视星等为5.6，位于銀經199.05，銀緯-46.28，其B1900.0坐标为赤經3h 38m 47.2s，赤緯-10° -46.28′ 8″。